# Nodar Cheishvili
Pour le joueur géorgien de rugby à XV né en 1997, voir Ushangi Tcheishvili.
Pas d'image ? Cliquez ici

a Compétitions nationales et continentales officielles uniquement.

b Matchs officiels uniquement.
Dernière mise à jour le 2 avril 2021.
Nodar Cheishvili (en géorgien : ნოდარ ჭეიშვილი), né le 13 novembre 1990, est un joueur géorgien de rugby à XV qui évolue au poste de deuxième ligne. 

## Biographie
Nodar Cheishvili fait ses premières apparitions en championnat de Géorgie en 2011, sous le maillot des Lelo Saracens Tbilissi. Avec les Lelos, il remporte le titre 2013. À la suite de son titre, il part en France et rejoint l'USON Nevers Rugby. Après une saison sans jouer en équipe première, il rejoint l'Union sportive seynoise.
À l'intersaison, il s’entraîne avec l'l'équipe de Géorgie en vue de la Tbilissi Cup, mais n'effectue pas ses débuts en match. 
Il retourne à La Seyne pour commencer la saison 2015-2016, mais retourne ensuite aux Lelo Saracens. Il est de nouveau appelé en équipe de Géorgie, et décroche cette fois sa première sélection. Quelques mois plus tard, il est titulaire lors de la finale du championnat remportée par les Lelo Saracens. 
A l'intersaison 2016, il est mis à l'essai par les Northampton Saints, mais n'est pas retenu dans l'effectif. Il repart ainsi avec les Lelo Saracens pour une nouvelle saison. 
En 2017, il retourne en France en rejoignant le SO Chambéry. Il ne reste qu'une saison en France, puis part en Angleterre, où il rejoint les Cornish Pirates. Il dispose de peu de temps de jeu aux Pirates (un seul match), mais continue d'être appelé en équipe de Géorgie. Il participe à la préparation à la coupe du monde 2019, mais se blesse lors de la préparation et rate la compétition. Sa blessure retarde aussi son arrivée dans son nouveau club, les London Scottish. 
En 2020, il est inclus dans l'effectif qui participe à la Coupe d'automne des nations, mais ne dispute qu'un match.
En club, il retourne au pays, jouant au sein du RC Aia.  En 2021, il intègre la franchise géorgienne du Black Lion qui évolue en Rugby Europe Super Cup. En club, il doit quitter l'Aia qui n'a pas choisi de le retenir parmi ses quatre joueurs du Black Lion. Il rejoint le RC Locomotive.

## Palmarès
- Championnat de Géorgie de rugby à XV 2012-2013
- Championnat européen des nations de rugby à XV 2014-2016
- Championnat de Géorgie de rugby à XV 2015-2016
- Championnat européen international de rugby à XV 2017-2018
- Championnat européen international de rugby à XV 2018-2019
- Championnat européen international de rugby à XV 2019-2020

## Statistiques

### En sélection
| Année | Compétition                      | Matchs | Points | Essais | Transf. | Drops | Pénal. |
| ----- | -------------------------------- | ------ | ------ | ------ | ------- | ----- | ------ |
| 2016  | CEN D1 2014-2016                 | 1      | -      | -      | -       | -     | -      |
| 2016  | Test                             | 3      | -      | -      | -       | -     | -      |
| 2017  | REC 2017                         | 2      | -      | -      | -       | -     | -      |
| 2017  | Test                             | 1      | -      | -      | -       | -     | -      |
| 2018  | REC 2018                         | 4      | -      | -      | -       | -     | -      |
| 2018  | Test                             | 5      | -      | -      | -       | -     | -      |
| 2018  | Pacific Nations Cup 2018         | 2      | -      | -      | -       | -     | -      |
| 2019  | REC 2019                         | 4      | -      | -      | -       | -     | -      |
| 2020  | REC 2020                         | 3      | -      | -      | -       | -     | -      |
| 2020  | Test                             | 1      | -      | -      | -       | -     | -      |
| 2020  | Coupe d'automne des nations 2020 | 1      | -      | -      | -       | -     | -      |
| 2021  | REC 2021                         | 3      | -      | -      | -       | -     | -      |
| Total | Total                            | 30     | -      | -      | -       | -     | -      |